# 앨리게이터과
앨리게이터과(Alligatoridae)는 앨리게이터류와 카이만류를 포함하는 악어의 한 과이다.

## 분류
앨리게이터과는 2아과 4속 8종으로 나눈다.
- 앨리게이터과 (Alligatoridae)
  - 앨리게이터아과 (Alligatorinae)
    - 앨리게이터속 (Alligator)
      - 양쯔강악어 (Alligator sinensis)
      - 미시시피악어 (Alligator mississippiensis)

  - 카이만아과 (Caimaninae)
    - 카이만속 (Caiman)
      - Caiman yacare
      - 안경카이만 (Caiman crocodilus)
      - 넓은코카이만 Caiman latirostris)

    - 팔레오수쿠스속 (Paleosuchus)
      - 눈꺼풀카이만 (Paleosuchus palpebrosus)
      - 매끈이카이만 (Paleosuchus trigonatus)

    - 멜라노수쿠스속 (Melanosuchus)
      - 검은카이만 (Melanosuchus niger)